# Стоник, Валентин Аронович
Валентин Аронович Стоник (род. 4 декабря 1942 года, Владивосток) — российский химик-биоорганик, доктор химических наук (с 1987), профессор (с 1989), действительный член Российской академии наук по Отделению биологических наук (с 2003, член-корреспондент с 1997). Автор более 320 научных статей в ведущих отечественных и международных научных журналах, около 30 патентов, включая входящие в список ста лучших изобретений России, соавтор трех книг, изданных в издательстве «Наука», нескольких глав в коллективных монографиях, изданных за рубежом. Почетный доктор Вьетнамской академии наук и технологий, член Президиума ДВО РАН, председатель Межведомственной комиссии ДВО РАН по вопросам фундаментальной медицины. Член международного редакционного совета журнала «Биоорганическая химия» (Russian Journal of Bioorganic Chemistry).

## Биография
Родился 4 декабря 1942 года во Владивостоке. Его отец — журналист Арон Иосифович Стоник (1912—2011), почётный гражданин Владивостока.
В 1965 окончил с отличием химический факультет Дальневосточного государственного университета.
В 1969 г. защитил в Дальневосточном государственном университете кандидатскую диссертацию на тему «Синтезы на основе литиевых производных гидроакридинов».
С 1970 года работает в Тихоокеанском институте биоорганической химии ДВО РАН им. Г. Б. Елякова, сначала в должности младшего (1970—1973 гг.), затем старшего научного сотрудника (1973—1976 гг.), заведующего лабораторией (с 1977 г.).
В 1987 году защитил докторскую диссертацию на тему «Бифильные физиологически активные соединения из иглокожих и губок. Структура и свойства», в Институте органической химии им Н. Д. Зелинского.
С 1989 года профессор.
С 1990 года — заместитель директора Тихоокеанского института биоорганической химии ДВО РАН им. Г. Б. Елякова.
В 1997 году — избран членом-корреспондентом Российской академии наук.
С 2002 года — директор ТИБОХ ДВО РАН.
В 2003 году — академик Российской академии наук (Отделение биологических наук).

## Научная деятельность
Начиная с 1976 года В. А. Стоник десять раз возглавлял морские научные экспедиции на НИС «Каллисто», «Профессор Богоров» и «Академик Опарин», проведенные в различных акваториях Мирового океана.
Им и его учениками определено химическое строение и изучены свойства около 500 новых соединений, в основном морских вторичных метаболитов различной химической природы. Открыты новые группы природных соединений, в том числе биполярные сфинголипиды, необычные стерины, новые серии алкалоидов, алкалоидостероиды, гекса- и пентанорланостановые гликозиды и другие. Среди найденных им и его учениками природных соединений — суперактивные противоопухолевые агенты с новым механизмом цитотоксического действия (варацин С), мощные иммуностимуляторы (кукумариозиды), вещества с антиканцерогенными и противоожоговыми свойствами. В. А. Стоник участвовал в разработке и организации производства нескольких лекарственных и ветеринарных препаратов.
Среди его учеников 25 кандидатов и 7 докторов наук.
Состоит в редколлегиях международного научного журнала Natural Product Communications и отечественных научных журналов «Биоорганическая химия» (член международного редакционного совета), «Известия Академии Наук, серия химическая», «Вестник ДВО РАН».
Научные статьи В.А. Стоника, опубликованные в ведущих мировых изданиях, имеют статистику цитирования одну из самых высоких среди отечественных ученых (11214 на июнь 2025 г., индекс Хирша h ~ 53 .

## Награды и премии
- Лауреат премии им М. М. Шемякина (1995 г.)
- Награждён медалями ордена «За заслуги перед Отечеством» I (2013)[6] и II (1999)[7] степени.
- Орден «За морские заслуги» (5 февраля 2024 года) — за большой вклад в развитие отечественной науки, многолетнюю плодотворную деятельность и в связи с 300-летием со дня основания Российской академии наук[8].